# Gravois Mills, Missouri
Gravois Mills, Missouri (енгл. Gravois Mills) град је у америчкој савезној држави Мисури.

## Демографија
По попису из 2010. године број становника је 144, што је 64 (-30,8%) становника мање него 2000. године.
| Група             | 2000.       | 2010.       |
| Белци             | 205 (98,6%) | 130 (90,3%) |
| Афроамериканци    | 2 (1,0%)    | 2 (1,4%)    |
| Азијати           | 0 (0,0%)    | 0 (0,0%)    |
| Хиспаноамериканци | 0 (0,0%)    | 7 (4,9%)    |
| Укупно            | 208         | 144         |